# Kim Gwong-Hyong
Kim Gwong-Hyong, född den 1 mars 1946, är en nordkoreansk brottare som tog OS-brons i flugviktsbrottning i fristilsklassen 1972 i München. 